# Shioya, Tochigi
Shioya (塩谷町 Shioya-machi) là thị trấn thuộc huyện Shioya, tỉnh Tochigi, Nhật Bản. Tính đến ngày 1 tháng 10 năm 2020, dân số ước tính thị trấn là 10.354 người và mật độ dân số là 59 người/km2. Tổng diện tích thị trấn là 176,1 km2.

## Địa lý

### Đô thị lân cận
- Tochigi
  - Utsunomiya
  - Sakura
  - Nasushiobara
  - Yaita
  - Nikkō

### Khí hậu
| Dữ liệu khí hậu của Shioya, Tochigi      | Dữ liệu khí hậu của Shioya, Tochigi | Dữ liệu khí hậu của Shioya, Tochigi | Dữ liệu khí hậu của Shioya, Tochigi | Dữ liệu khí hậu của Shioya, Tochigi | Dữ liệu khí hậu của Shioya, Tochigi | Dữ liệu khí hậu của Shioya, Tochigi | Dữ liệu khí hậu của Shioya, Tochigi | Dữ liệu khí hậu của Shioya, Tochigi | Dữ liệu khí hậu của Shioya, Tochigi | Dữ liệu khí hậu của Shioya, Tochigi | Dữ liệu khí hậu của Shioya, Tochigi | Dữ liệu khí hậu của Shioya, Tochigi | Dữ liệu khí hậu của Shioya, Tochigi |
| Tháng                                    | 1                                   | 2                                   | 3                                   | 4                                   | 5                                   | 6                                   | 7                                   | 8                                   | 9                                   | 10                                  | 11                                  | 12                                  | Năm                                 |
| ---------------------------------------- | ----------------------------------- | ----------------------------------- | ----------------------------------- | ----------------------------------- | ----------------------------------- | ----------------------------------- | ----------------------------------- | ----------------------------------- | ----------------------------------- | ----------------------------------- | ----------------------------------- | ----------------------------------- | ----------------------------------- |
| Cao kỉ lục °C (°F)                       | 16.8 (62.2)                         | 21.1 (70.0)                         | 24.5 (76.1)                         | 29.5 (85.1)                         | 33.5 (92.3)                         | 35.0 (95.0)                         | 35.9 (96.6)                         | 36.6 (97.9)                         | 34.8 (94.6)                         | 31.1 (88.0)                         | 23.8 (74.8)                         | 22.8 (73.0)                         | 36.6 (97.9)                         |
| Trung bình ngày tối đa °C (°F)           | 7.2 (45.0)                          | 8.2 (46.8)                          | 11.9 (53.4)                         | 17.5 (63.5)                         | 22.2 (72.0)                         | 24.8 (76.6)                         | 28.4 (83.1)                         | 29.8 (85.6)                         | 25.9 (78.6)                         | 20.5 (68.9)                         | 15.0 (59.0)                         | 9.7 (49.5)                          | 18.4 (65.2)                         |
| Trung bình ngày °C (°F)                  | 1.1 (34.0)                          | 2.0 (35.6)                          | 5.5 (41.9)                          | 10.9 (51.6)                         | 16.3 (61.3)                         | 19.8 (67.6)                         | 23.4 (74.1)                         | 24.3 (75.7)                         | 20.6 (69.1)                         | 14.9 (58.8)                         | 8.6 (47.5)                          | 3.3 (37.9)                          | 12.6 (54.6)                         |
| Tối thiểu trung bình ngày °C (°F)        | −4.4 (24.1)                         | −3.7 (25.3)                         | −0.6 (30.9)                         | 4.7 (40.5)                          | 10.8 (51.4)                         | 15.6 (60.1)                         | 19.7 (67.5)                         | 20.5 (68.9)                         | 16.5 (61.7)                         | 9.9 (49.8)                          | 2.9 (37.2)                          | −2.1 (28.2)                         | 7.5 (45.5)                          |
| Thấp kỉ lục °C (°F)                      | −12.6 (9.3)                         | −13.1 (8.4)                         | −12.0 (10.4)                        | −5.0 (23.0)                         | 0.8 (33.4)                          | 6.8 (44.2)                          | 10.0 (50.0)                         | 11.9 (53.4)                         | 5.9 (42.6)                          | −1.1 (30.0)                         | −6.4 (20.5)                         | −9.8 (14.4)                         | −13.1 (8.4)                         |
| Lượng Giáng thủy trung bình mm (inches)  | 40.2 (1.58)                         | 38.5 (1.52)                         | 94.0 (3.70)                         | 119.7 (4.71)                        | 146.5 (5.77)                        | 193.9 (7.63)                        | 250.9 (9.88)                        | 245.0 (9.65)                        | 240.3 (9.46)                        | 181.6 (7.15)                        | 79.2 (3.12)                         | 41.0 (1.61)                         | 1.670,8 (65.78)                     |
| Số ngày giáng thủy trung bình (≥ 1.0 mm) | 4.2                                 | 5.0                                 | 8.6                                 | 10.6                                | 11.6                                | 15.0                                | 16.5                                | 14.6                                | 13.5                                | 10.3                                | 6.5                                 | 4.7                                 | 121.1                               |
| Số giờ nắng trung bình tháng             | 187.7                               | 185.6                               | 191.7                               | 187.8                               | 178.0                               | 119.0                               | 116.9                               | 142.0                               | 117.6                               | 137.3                               | 159.4                               | 178.5                               | 1.904,9                             |
| Nguồn: Cục Khí tượng Nhật Bản            |                                     |                                     |                                     |                                     |                                     |                                     |                                     |                                     |                                     |                                     |                                     |                                     |                                     |